# 小坂鉱山
小坂鉱山（こさかこうざん）は、秋田県鹿角郡小坂町にあった鉱山である。

## 歴史

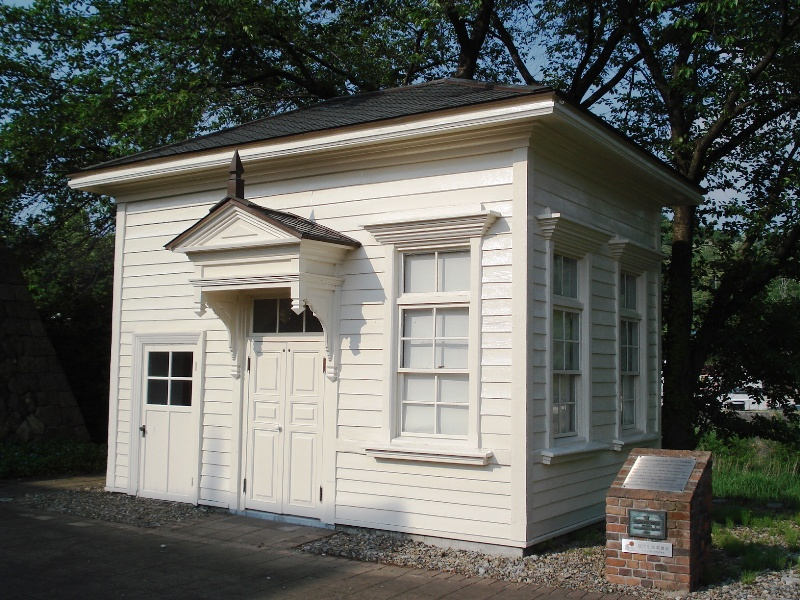
旧小坂鉱山病院記念棟

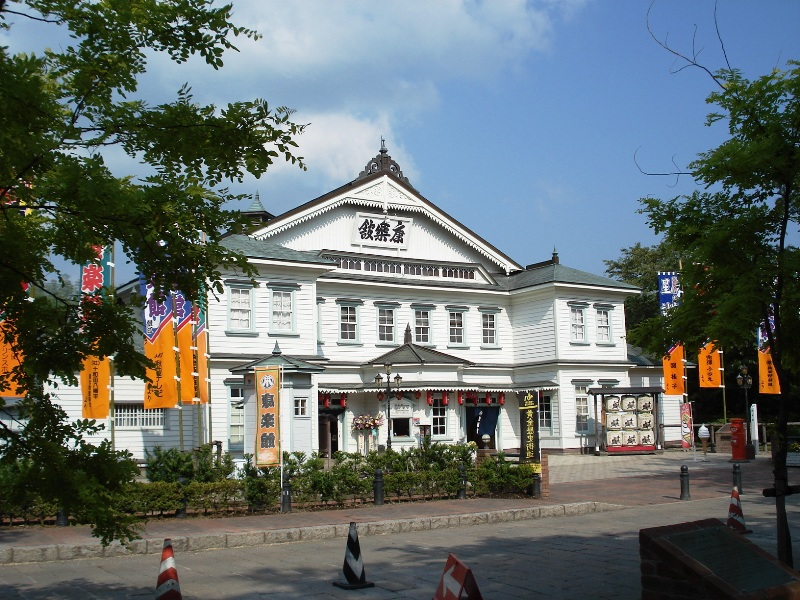
康楽館

1861年（文久元年）に金、銀の鉱山として開発が始まる。1869年（明治2年）、盛岡（南部）藩直営から明治政府の官営施設になり、1884年には藤田組（当時）に払い下げられた。
1901年（明治34年）には銀の生産高が日本一の鉱山となる。やがて製錬技術が向上すると黒鉱から採れる銅や亜鉛、鉛の生産が主体となった。労働者を集めるために、山の中にアパート、劇場、病院、鉄道等の近代的なインフラ整備が進められたのもこの頃である。
1902年（明治35年）以降、鉱山由来の亜硫酸ガスによる煙害が深刻化。
1915年（大正4年）の時点では周辺19ヶ村にまで被害が広がった。
1967年（昭和42年）まで続いた被害は、国有林分だけでも5万ヘクタール以上に及んだ。森林を回復させるために煙害に強く痩せた土地でも生育するニセアカシアの植林が行われ、植栽面積は1964年までに570ヘクタールに及んだ。かくしてニセアカシア（アカシア）は小坂町の花となり、1984年（昭和59年）からはアカシア祭りが行われるようになった。
1905年（明治38年）には旧小坂鉱山事務所、1910年（明治43年）には芝居小屋の康楽館（いずれも国の重要文化財に指定）が竣工する。
第二次世界大戦直後には資源の枯渇等を理由に採掘が中断されたが、1960年代に入り新鉱脈が発見されると採掘が再開。1990年（平成2年）まで存続した。

### 労働組合
同和鉱業小坂労働組合は、1957年6月、全日本金属鉱山労働組合連合会の中央指令を無視してストライキから脱落。翌年8月31日には組合の大会で諮った上で連合会からの脱退している。当時の組合員は1,600人。

## 現況
元々は製錬施設の一部で亜鉛製錬の残渣をリサイクルしていたが、2000年代以降、都市鉱山が注目を浴びるようになると120億円を投じてリサイクル施設を整備。金（年間6トン）、銀（年間400トン）、銅のほかレアメタルを含む20種類以上の金属を再生利用できるようになった。
明治末期に洋風建築で造られた小坂鉱山事務所は、国の重要文化財として町が管理、公開している。

### 福島第一原発事故に関連するトラブル
鉱山跡地はDOWAエコシステム及び関連会社のグリーンフィル小坂が首都圏のゴミの焼却灰の最終処分場に活用しているが、2011年（平成23年）3月11日に起きた福島第一原子力発電所事故によって拡散した放射性セシウムが含まれた焼却灰が埋め立て処分されているのが7月になって判明した。
とくに松戸市から搬入されグリーンフィル小坂が埋め立て処分した箇所からの放流水と排水汚泥から放射性セシウムが長期にわたって検出されている。

## 関連文献
- 「国内鉛製錬所の概要」『日本鉱業会誌』第78巻第894号、日本鉱業会、1962年、966-976頁、doi:10.2473/shigentosozai1953.78.894_966。